# Гігантський аксон кальмара

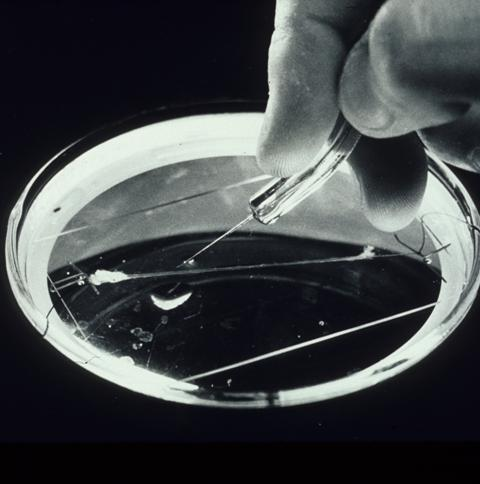
Препарат гігантського аксона кальмара

Гігантський аксон кальмара — аксон, великий відросток низки великих нервових клітин організму кальмара Doryteuthis pealeii, діаметр якого досягає 0,5-1 мм, а довжина — 10 см. Гігантські аксони утворені внаслідок злиття багатьох окремих клітин, забезпечують передачу нервового сигналу від мозку до м'язів мантії, сприяючи її швидким та потужним скороченням. З 1930-х років активно використовувався в електрофізіології для вивчення іонної природи генерації мембранних потенціалів, у тому числі й потенціалу дії. За праці з дослідження електричних процесів у гігантському аксоні Алан Годжкін і Ендрю Гакслі отримали Нобелівську премію з фізіології або медицини за 1963 рік.

## Анатомія

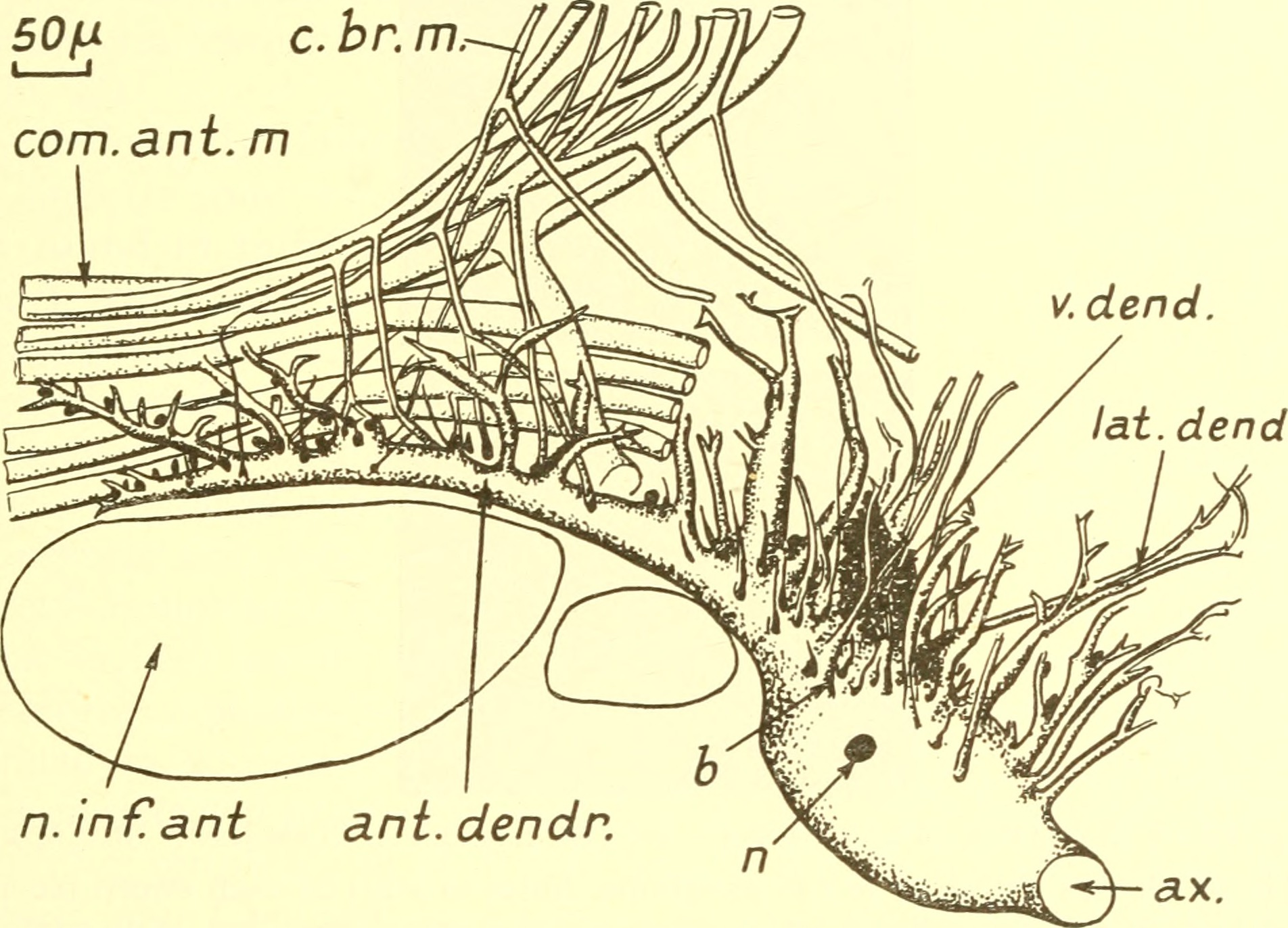
Гігантський нейрон кальмара, ax — початок гігантського аксона (з «Біологія морських тварин», 1960)

Існує три групи гігантських нейронів кальмара, які формують гігантські аксони. Нейрони першого й другого порядку знаходяться в головному мозку кальмара. Тіла гігантських нейронів третього порядку розташовані в зірчастому ганглії у стінці мантії. Аксон, який відходить від такого нейрона, утворює гігантський синапс з м'язами мантії та призводить до потужних її скорочень, які дозволяють тварині швидко рухатися, реактивно викидаючи струмені води.
Нейронів першого порядку два, вони розташовані в правій та лівій частці мозку, їх аксони поблизу серединної лінії з'єднані між собою цитоплазматичними містками, утворюючи функціональний синцитій. Далі ці аксони розгалужуються на 8-10 гілок та утворюють аксо-аксонні синапси з відростками нейронів другого порядку всередині вісцерального (чи палівісцерального) ганглію кальмара. Нейронів другого порядку багато, й їхні гігантські аксони прямують до різних м'язів, причому ті, що йдуть у складі 3 нервів (лат. nervus infundibuli posterior, n. visceralis, n. retractor capitis posterior), утворюють синапси одразу з відповідними м'язами, а інші йдуть до зірчастого ганглію, де утворюють аксо-аксонні синапси з гігантськими аксонами нейронів третього порядку.

## Фізіологія
Хімічну природу та механізми передачі потенціалу дії у нейронах було вперше встановлено саме на гігантському аксоні кальмара. Великі розміри цього відростка дозволили ще до появи мікроелектродів прямим способом виміряти мембранний потенціал аксона за допомогою двох звичайних електродів. Мембранний потенціал спокою аксона складає -60 мВ, концентрації іонів всередині аксона: натрію 78 ммоль/л (мМ), калію 392 мМ, магнію 11 мМ, хлору 104 мМ.

Електрична схема апарату для фіксації потенціалу на гігантському аксоні

Вперше на гігантському аксоні було показано, що за ініціацію потенціалу дії відповідає вхід іонів натрію з зовнішнього середовища через мембрану, а за відновлення потенціалу спокою — вихід з аксону іонів калію. Під час одного потенціалу дії аксон діаметром 0,5 мм втрачає близько 1/1000000 частки внутрішньоклітинного калію, а значить здатен генерувати близько 500000 потенціалів дії за умови відсутності відновлення вмісту іонів калію за допомогою натрій-калієвого насосу та інших механізмів.
Завдяки розробленій на початку 1960-х методиці вдалося замінювати вміст внутрішньоклітиної речовини (аксоплазми) на довільний склад іонів при збереженні цілісності мембрани. Один кінець аксона приєднували до тонкої піпетки, заповненої розчином з потрібним іонним складом, а далі за допомогою гумового валику вичавлювали його вміст до другого кінця, паралельно наповнюючи порожню мембрану штучним розчином. Таким чином було вивчено внесок різних концентрацій іонів на форму й характер потенціалу дії.
Передачу потенціалу дії вздовж аксона розглядають як передачу електричного сигналу по кабелю. Через великий діаметр аксону опір його цитоплазми нижчий за опір звичайних нервових закінчень. Питомий опір цитоплазми для аксону діаметром 0,5 мм складає 30 Ом*см, постійна часу — 0,7 мілісекунд, а константа довжини (величина відстані, на якій електротонічний потенціал затухає в e разів) складає 5 мм. Таким чином, швидкість проведення нервового імпульсу по гігантському аксону кальмара значно переважає таку в звичайних аксонах безхребетних.

## Історія досліджень
Наявність в організмі кальмара Doryteuthis pealeii двох велетенських нейронів з гігантськими аксонами була встановлена зоологом Леонардом Вільямсом (англ. Leonard Worcester Williams) у 1909—1910 роках. Втім його відкриття залишалося непоміченим науковцями аж до 1933 року, коли британський дослідник Джон Янг випадково перевідкрив ці структури.
Серед дослідників електричних властивостей гігантського аксону були Кеннет Коул, Говард Кертіс (англ. Howard J. Curtis), Ендрю Гакслі, Алан Годжкін, Бернард Кац, Тревор Шоу), Пітер Бейкер (англ. Peter F. Baker) та інші.